# 952 a.C.

## Eventos
- Forbant herda o trono de Atenas.